# Мелехинское сельское поселение
Мелехинское се́льское поселе́ние — муниципальное образование в Бердюжском районе Тюменской области Российской Федерации.
Административный центр — село Мелехино.

## История
Статус и границы сельского поселения установлены Законом Тюменской области от 5 ноября 2004 года № 263 «Об установлении границ муниципальных образований Тюменской области и наделении их статусом муниципального района, городского округа и сельского поселения».

## Население
| 2010 | 2011 | 2012 | 2013 | 2014 | 2015 | 2016 |
| ---- | ---- | ---- | ---- | ---- | ---- | ---- |
| 331  | ↘330 | ↘328 | ↘316 | ↘299 | ↘297 | ↗298 |
| 2017 | 2018 | 2019 | 2020 | 2021 | 2023 |      |
| ↘280 | ↘263 | ↘255 | ↘241 | ↘227 | ↗229 |      |

## Состав сельского поселения
| № | Населённый пункт | Тип населённого пункта       | Население |
| - | ---------------- | ---------------------------- | --------- |
| 1 | Крашенева        | деревня                      | 89        |
| 2 | Мелехино         | село, административный центр | 242       |